# 1948 v loďstvech
Tento článek obsahuje významné události v oblasti loďstev v roce 1948.

## Lodě vstoupivší do služby
- 1. října –  USS Volador (SS-490) – ponorka třídy Tench